# Спани, Ина

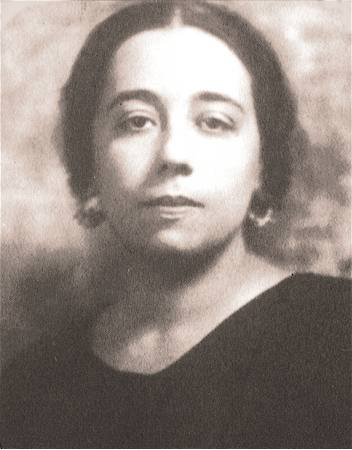

Ина Спани (исп. Hina Spani, настоящее имя Иджиния Туньон, исп. Higinia Tuñón; 15 февраля 1896, Пуан, Буэнос-Айрес, Аргентина — 11 июля 1969, Пуан, Буэнос-Айрес) — аргентинская оперная певица (сопрано).
Училась в Буэнос-Айресе у Амалии Камподонико, затем в Милане у Витторино Моратти. Дебютировала в миланском театре Ла Скала в 1915 году и выступала на ведущих итальянских оперных сценах вплоть до 1934 года. Гастролировала в Австралии с труппой, составленной из солистов Ла Скала. У себя на родине регулярно вплоть до 1940 года пела на сцене Театра «Колон», была первой исполнительницей заглавной партии в состоявшейся здесь в 1934 году мировой премьере оперы Отторино Респиги «Мария Египетская» (ранее представленной в Нью-Йорке в концертном исполнении).
По окончании сценической карьеры возглавляла Институт вокального искусства при Театре «Колон».